# Рой Дюпюи
Рой Дюпюи (личното име на английски, фамилията на френски: Roy Dupuis) е френски говорещ канадски актьор.
Най-известен е с ролята си на Майкъл Самюъл в сериала „Никита“.

## Биография и творчество
Роден е в провинция Онтарио, Канада на 21 април 1963 г. Когато е на 14 години, родителите му се развеждат и майка му го отвежда в Монреал.
Рой дебютира на малкия екран през 1987 г. с ролята на Ледук в сериала „Наследството“. Днес има зад гърба си повече от 40 филмови и тв продукции. Живее в покрайнините на Монреал заедно с приятелката си – актрисата Селин Бониер.
Понастоящем живее югоизточно от Монреал в голяма ферма (200 000 m²), построена през 1840 година, която той възстановява и ремонтира.
Освен в киното, той се снима и в телевизионни постановки, има и театрални роли. Свири на виолончело и се занимава с яхти, като се подготвя за дълготрайни пътешествия. Също така обича скокове с парашут и играе голф. Увлича се по астрономия и физика.